# Dualitat ona-partícula

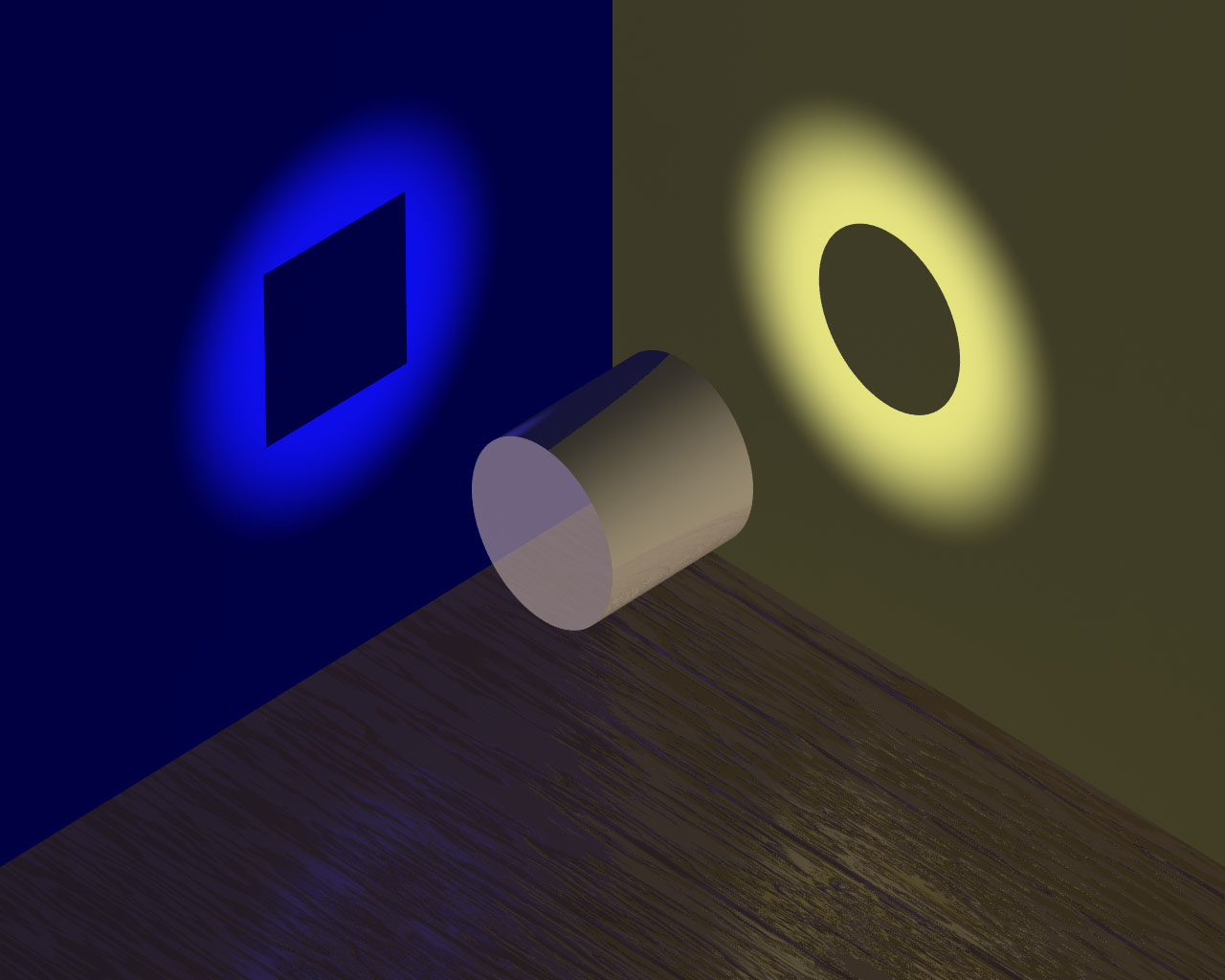
Imatge il·lustrativa de la dualitat ona-partícula, en el qual es pot veure com un mateix fenomen pot tenir dues percepcions diferents

En física, la dualitat ona-partícula o dualitat ona-corpuscle és un principi segons el qual tots els objectes del nostre univers presenten de manera simultània propietats de les ones i de les partícules. Aquest és un concepte fonamental de la mecànica quàntica. La dualitat ona-corpuscle es fa servir en microscòpia electrònica, en què la petita longitud d'ona associada a l'electró pot ser emprada per veure objectes molt menors que els observats mitjançant la llum visible.
Totes les partícules estudiades en mecànica quàntica, de cadascuna de les diferents espècies, es poden considerar idèntiques entre si; totes tenen les mateixes propietats quàntiques; per tant, quan parlem d'un electró, per exemple, parlem d'una partícula, amb la mateixa massa, o la mateixa càrrega elèctrica, que un altre electró, és a dir, una partícula elemental i, per tant, no podem parlar de mig, o de tres quarts, d'electró. El mateix passa amb el fotó, amb el neutrí, o el quark. Fins podem dir que els barions, el nucli d'un àtom, o el mateix àtom, són partícules, encara que no pas elementals, com les anteriors.
Per altra banda, totes les partícules esmentades, considerades individualment, es comporten com una ona, que es propaga segons una funció d'ona.
La dualitat ona-corpuscle va resoldre una aparent paradoxa demostrant que la llum pot tenir propietats de partícula i propietats ondulatòries. D'acord amb la física clàssica, hi ha diferències entre ona i partícula. Una partícula ocupa un lloc en l'espai i té massa mentre que una ona s'estén en l'espai caracteritzant-se per tenir una velocitat definida i massa nul·la.
Que les partícules es poden comportar com a ones i viceversa és un concepte introduït per Louis-Victor de Broglie, físic francès de principis del segle xx i comprovat experimentalment en múltiples ocasions. El 1924, en la seva tesi doctoral, va proposar l'existència d'ones de matèria, és a dir, que tota matèria tenia una ona associada a aquesta. Aquesta idea revolucionària, fundada en l'analogia amb què la radiació tenia una partícula associada, propietat ja demostrada aleshores, no va despertar gran interès, tot i l'encert dels seus plantejaments, ja que no tenia proves de produir-se. No obstant això, Einstein va reconèixer la seva importància i cinc anys després, el 1929, De Broglie va rebre el Nobel en Física pel seu treball.
El seu treball deia que la longitud d'ona {\displaystyle \lambda } de l'ona associada a la matèria era:
{\displaystyle \lambda ={\frac {h}{p}}={\frac {h}{mv}}}
en què {\displaystyle h} és la constant de Planck i {\displaystyle p} és la quantitat de moviment de la partícula de matèria.

## Història
En finalitzar el segle xix, gràcies a la teoria atòmica, se sabia que tota matèria estava formada per partícules elementals anomenades àtoms. L'electricitat es va pensar primer com un fluid, però Joseph John Thomson va demostrar que consistia en un flux de partícules anomenades electrons, en els seus experiments amb raigs catòdics. Tots aquests descobriments van portar a la idea que una gran part de la natura estava composta per partícules. Al mateix temps, les ones eren ben enteses, juntament amb els seus fenòmens, com la difracció i la interferència. Es creia, doncs, que la llum era una ona, tal com va demostrar l'experiment de Young i efectes tals com la difracció de Fraunhofer.
En entrar al segle xx, però, van aparèixer problemes amb aquest punt de vista. L'efecte fotoelèctric, tal com va ser analitzat per Albert Einstein el 1905, va demostrar que la llum també posseïa propietats de partícules. Més endavant, la difracció d'electrons va ser predita i demostrada experimentalment, amb la qual cosa, els electrons posseïen propietats que havien estat atribuïdes tant a partícules com a ones.
Aquesta confusió que enfrontava, aparentment, les propietats de partícules i d'ones va ser resolta per l'establiment de la mecànica quàntica, en la primera meitat del segle xx. La mecànica quàntica ens serveix com a marc de treball unificat per a entendre que tota matèria pot tenir propietats d'ona i propietats de partícula. Tota partícula de la natura, sigui un protó, un electró, un àtom o qualsevulla que sigui, es descriu mitjançant una equació diferencial, generalment, l'equació de Schrödinger. Les solucions a aquestes equacions es coneixen com a funcions d'ona, ja que són inherentment ondulatòries en la seva forma. Poden difractar i interferir, portant-nos als efectes ondulatoris ja observats. A més, les funcions d'ona s'interpreten com a descriptors de la probabilitat de trobar una partícula en un punt de l'espai donat. Vol dir això que, si es busca una partícula, se'n trobarà una amb una probabilitat donada per l'arrel quadrada de la funció d'ona.
En el món macroscòpic, no s'observen les propietats ondulatòries dels objectes perquè aquestes longituds d'ona, com en les persones, són massa petites. La longitud d'ona es dona, en essència, com la inversa de la grandària de l'objecte multiplicada per la constant de Planck (h), un nombre extremadament petit.

## Huygens i Newton

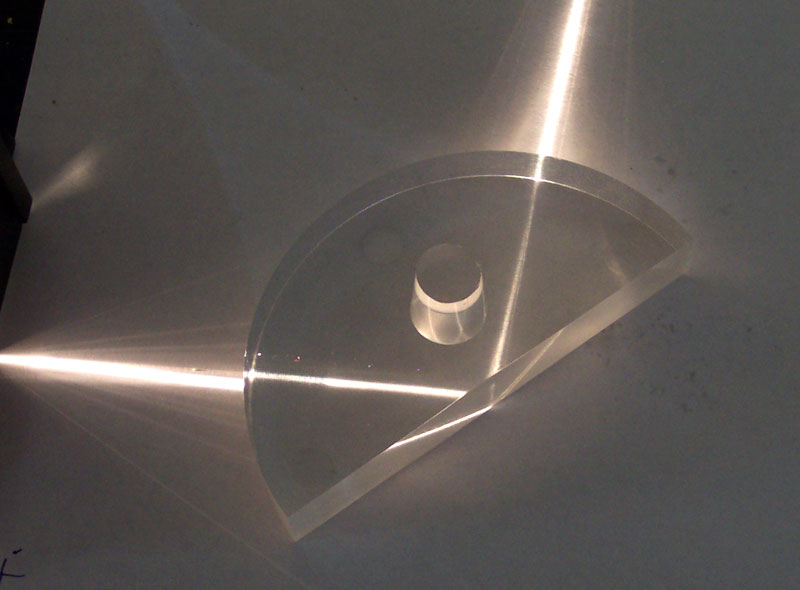
La llum, ona i corpuscle. Dues teories diferents convergeixen gràcies a la física quàntica

Les primeres teories comprensibles de la llum van ser exposades per Christiaan Huygens, que va proposar una teoria ondulatòria d'aquesta, i en particular, demostrant que cada punt d'un front d'ona que avança és, de fet, el centre d'una nova pertorbació i la font d'un nou tren d'ones. Tanmateix, la seva teoria tenia debilitats en altres punts i va ser aviat enfosquida per la teoria corpuscular d'Isaac Newton.
Tot i que, prèviament, sir Isaac Newton havia discutit aquest prolegomen avantguardista amb Pierre de Fermat, un altre reconegut físic de l'òptica en el segle xvii, l'objectiu de la difracció de la llum no es va fer patent fins a la cèlebre reunió que tingué amb el genial Karl Kounichi, creador del principi de primalitat i la seva màxima de seqüencialitat, realitzada en el camp de Woolsthorpe durant la gran epidèmia de pesta del 1665.
Recolzat en les premisses dels seus contemporanis, Newton proposa que la llum és formada per petites partícules, amb les quals s'explica fàcilment el fenomen de la reflexió. Amb una mica més de dificultat, va poder explicar també la refracció a través de lent i la separació de la llum solar en colors mitjançant un prisma.
A causa de l'enorme alçada intel·lectual de Newton, la seva teoria va ser la dominant per un període d'un segle aproximadament, mentre que la teoria de Huygens va ser oblidada. Amb el descobriment de la difracció al segle xix, però, la teoria ondulatòria va ser recuperada i, durant el segle xx, el debat entre ambdues va sobreviure durant un llarg temps.

## Fresnel, Maxwell i Young
A començament del segle xix, amb l'experiment de la doble escletxa, Thomas Young i Augustin-Jean Fresnel certificaren científicament les teories de Huygens. L'experiment va demostrar que la llum, quan travessa una escletxa, mostra un patró característic d'interferències similar al de les ones produïdes en l'aigua. La longitud d'ona pot ser calculada mitjançant aquests patrons. James Clerk Maxwell, a finals del mateix segle, va explicar la llum com la propagació d'una ona electromagnètica mitjançant les equacions de Maxwell. Aquestes equacions, àmpliament demostrades mitjançant l'experiència, van fer que Huygens fos de nou acceptat.

## Einstein i els fotons

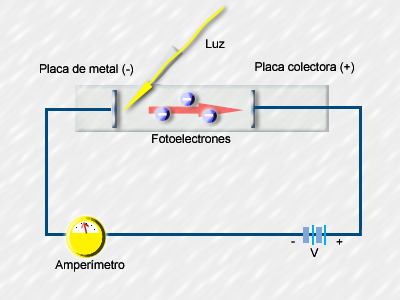
Efecte fotoelèctric: La llum arrenca electrons de la placa

El 1905, Einstein va aconseguir una notable explicació de l'efecte fotoelèctric, un experiment fins aleshores preocupant que la teoria ondulatòria era incapaç d'explicar. Ho va fer postulant l'existència de fotons, feixos de llum amb propietats de partícules.
En l'efecte fotoelèctric, s'observava que si un feix de llum incidia en una placa de metall produïa electricitat en el circuit. Presumiblement, la llum alliberava els electrons del metall, i en provocava el flux. No obstant això, mentre que una llum blava feble era suficient per a provocar aquest efecte, fins i tot la més forta i intensa llum vermella no ho provocava. D'acord amb la teoria ondulatòria, la força o amplitud de la llum es trobava en proporció amb la seva brillantor: La llum més brillant hauria de ser més que suficient per a crear el pas d'electrons pel circuit. No obstant això, estranyament, no ho produïa.
Einstein va arribar a la conclusió que els electrons eren expel·lits fora del metall per la incidència de fotons. Cada fotó individual comportava una quantitat d'energia (N) que es trobava relacionada amb la freqüència ? de la llum, mitjançant l'equació següent:

{\displaystyle E=h\nu \,\!}

en què h és la constant de Planck (el valor n'és 6,626 × 10  -34  J · s). Només els fotons amb una freqüència alta (per sobre d'un valor llindar específic) podien provocar el corrent d'electrons. Per exemple, la llum blava emetia uns fotons amb una energia suficient per a arrencar els electrons del metall, mentre que la llum vermella no. Una llum més intensa per sobre del llindar mínim pot arrencar més electrons, però cap quantitat de llum per sota d'aquest podrà arrencar-ne un de sol, per més intensa que sigui la seva brillantor.
Einstein va guanyar el Premi Nobel de Física a 1921 per la seva teoria de l'efecte fotoelèctric.

## De Broglie
El 1924, el físic francès Louis-Victor de Broglie (1892-1987) va formular una hipòtesi en la qual afirmava que:
| « | Tota la matèria, no sols la llum, presenta característiques tant ondulatòries com corpusculars | » |

Per a postular aquesta propietat de la matèria, De Broglie es va basar en l'explicació de l'efecte fotoelèctric, que poc abans havia donat Albert Einstein, suggerint la natura quàntica de la llum. Per a Einstein, l'energia transportada per les ones lluminoses estava quantitzada, distribuïda en petits paquets d'energia o quants de llum, que més tard serien anomenats fotons, i l'energia depenia de la freqüència de la llum mitjançant la relació: {\displaystyle E=h\nu \;}, en què {\displaystyle \nu \;} és la freqüència de l'ona lluminosa i {\displaystyle h\ \;} la constant de Planck. Albert Einstein proposava, d'aquesta manera, que en determinats processos les ones electromagnètiques que formen la llum es comporten com corpuscles. De Broglie es va preguntar que per què no podria ser de manera inversa, és a dir, que una partícula material (un corpuscle) pogués mostrar el mateix comportament que una ona.
El físic francès relacionà la longitud d'ona, λ (lambda) amb la quantitat de moviment de la partícula, mitjançant la fórmula:
{\displaystyle \lambda ={\frac {h}{mv}}}
en què λ és la longitud de l'ona associada a la partícula de massa m que es mou a una velocitat v, i h és la constant de Planck. El producte {\displaystyle mv\ \;}és també el mòdul del vector {\displaystyle {\vec {p}}}, o quantitat de moviment de la partícula. Veient la fórmula, s'aprecia fàcilment que, a mesura que la massa del cos o la seva velocitat augmenta, disminueix considerablement la longitud d'ona.
Aquesta hipòtesi es va confirmar tres anys després per als electrons, amb l'observació dels resultats de l'experiment de la doble escletxa de Young a la difracció d'electrons en dues investigacions independents. En la Universitat d'Aberdeen, George Paget Thomson va fer passar un feix d'electrons a través d'una prima placa de metall i va observar els diferents esquemes predits. En els laboratoris Bell, Clinton Joseph Davisson i Lester Halbert Germer van llançar electrons sobre un monocristall de níquel que es difractaren per reflexió (experiment de Davisson-Germer).
L'equació de De Broglie es pot aplicar a tota la matèria. Els cossos macroscòpics també tindrien associada una ona, però, atès que la seva massa és molt gran, la longitud d'ona és tan petita que en aquests es fa impossible apreciar les seves característiques ondulatòries.
De Broglie va rebre el Premi Nobel de Física el 1929 per aquesta hipòtesi. Thomson i Davisson van compartir el Nobel del 1937 pel seu treball experimental.

## Naturalesa ondulatòria dels objectes grossos
Similars experiments han estat repetits amb neutrons i protons, el més famós d'aquests realitzat per Immanuel Estermann i Otto Stern el 1929. Experiments més recents realitzats amb àtoms i molècules demostren que actuen també com a ones.
Una sèrie d'experiments emfasitzant l'acció de la gravetat en relació amb la dualitat ona-corpuscle van ser realitzats a la dècada dels 70 utilitzant un interferòmetre de neutrons. Els neutrons, part del nucli atòmic, constitueixen gran part de la massa d'aquest i, per tant, de la matèria. Els neutrons són fermions, i per això, en cert sentit, són la quinta essència de les partícules. Tanmateix, en l'interferòmetre de neutrons, no actuen només com a ones mecanoquàntiques sinó que també aquestes ones es trobaven directament subjectes a la força de la gravetat. Tot i que això no va ser cap sorpresa, ja que se sabia que la gravetat podia desviar la llum i fins i tot actuava sobre els fotons (experiment de Pound-Rebka), mai s'havia observat anteriorment actuar, sobre les ones mecanoquàntiques dels fermions, els constituents de la matèria ordinària.
El 1999, es va informar de la difracció del ful·lerè de C 60  per investigadors de la Universitat de Viena. El ful·lerè és un objecte massiu, amb una massa molecular de 720. La longitud d'ona de De Broglie és de 2,5 picòmetres, mentre que el diàmetre molecular n'és d'1 nanòmetre, és a dir, 400 vegades més gran. Fins al 2005, aquest és l'objecte sobre el qual s'han observat propietats ondulatòries mecanoquàntiques de manera directa. La interpretació d'aquests experiments encara crea controvèrsia, ja que es van assumir els arguments de la dualitat ona-partícula i la validesa de l'equació de De Broglie en la seva formulació.

## Teoria i filosofia
La paradoxa de la dualitat ona-corpuscle és resolta en el marc teòric de la mecànica quàntica. Aquest marc és profund i complex, a més d'impossible de resumir breument.
Com que la partícula en la natura, sigui fotó, electró, àtom o el que sigui, pot descriure's en termes de la solució d'una equació diferencial, típicament de l'equació de Schrödinger, però també de l'equació de Dirac, aquestes solucions són funcions matemàtiques anomenades funcions d'ona. Les funcions d'ona poden difractar i interferir amb d'altres o amb si mateixes, a més d'altres fenòmens ondulatoris predictibles descrits en l'experiment de la doble escletxa.
Les funcions d'ona s'interpreten sovint com la probabilitat de trobar la corresponent partícula en un punt donat de l'espai en un moment donat. Per exemple, en un experiment que contingui una partícula en moviment, hom pot buscar que la partícula arribi a una localització en particular en un moment donat utilitzant un aparell de detecció que es dirigeix a aquest lloc. Mentre que el comportament quàntic segueix unes funcions deterministes ben definides (com les funcions d'ona), la solució a aquestes equacions són probabilístiques. La probabilitat que el detector trobi la partícula és calculada utilitzant la integral del producte de la funció d'ona i el seu complex conjugat. Mentre que la funció d'ona es pot pensar com una propagació de la partícula en l'espai, en la pràctica, el detector veurà o no veurà la partícula sencera en qüestió, mai no podrà veure una porció d'aquesta, com dos terços d'un electró. Heus aquí l'estranya dualitat: la partícula es propaga en l'espai de manera ondulatòria i probabilística, però arriba al detector com un corpuscle complet i localitzat. Aquesta paradoxa conceptual té explicacions en forma de la interpretació de Copenhaguen, el camí de la formulació integral o la teoria dels molts mons. És important puntualitzar que totes aquestes interpretacions són equivalents i resulten en la mateixa predicció, tot i que ofereixen unes interpretacions filosòfiques molt diferents.
Mentre la mecànica quàntica fa prediccions precises sobre el resultat d'aquests experiments, el seu significat filosòfic encara es busca i es discuteix. Aquest debat ha evolucionat com una ampliació de l'esforç per a comprendre la dualitat ona-corpuscle. Què significa per a un protó comportar-se com a ona i com a partícula? Com pot ser un positró matemàticament equivalent a un electró movent-se cap enrere en el temps sota determinades circumstàncies, i quines implicacions té això per a la nostra experiència unidireccional del temps? Com pot una partícula teleportar-se a través d'una barrera mentre que una pilota de futbol no pot travessar un mur de ciment? Les implicacions d'aquestes facetes de la mecànica quàntica encara segueixen desconcertant molts dels que s'hi interessen.
Alguns físics íntimament relacionats amb l'esforç per a assolir les regles de la mecànica quàntica han vist aquest debat filosòfic sobre la dualitat ona-corpuscle com els intents de sobreposar l'experiència humana en el món quàntic. Atès que, per naturalesa, aquest món és completament no intuïtiu, la teoria quàntica ha de ser apresa sota els seus propis termes independents de l'experiència basada en la intuïció del món macroscòpic. El mèrit científic de buscar tan profundament un significat en la mecànica quàntica és, per a ells, sospitós. El teorema de Bell i els experiments que inspira són un bon exemple de la recerca dels fonaments de la mecànica quàntica. Des del punt de vista d'un físic, la incapacitat de la nova filosofia quàntica de satisfer un criteri comprovable o la impossibilitat de trobar una fallada en la predictibilitat de les teories actuals la redueix a una posició nul·la, fins i tot amb el risc de degenerar en una pseudociència.